# General-Seyni-Kountché-Brücke
Die General-Seyni-Kountché-Brücke (französisch Pont Général Seyni Kountché) ist eine Straßenbrücke über den Fluss Niger in Niamey, der Hauptstadt Nigers.

## Lage und Konstruktion
Die General-Seyni-Kountché-Brücke quert den Fluss Niger im Westen des Stadtgebiets von Niamey. Am linken Ufer liegt das Stadtviertel Goudel im Arrondissement Niamey I und am rechten Ufer befinden sich die Dörfer Kourtéré Boubacar, Kourtéré Samboro und Néini Goungou im Arrondissement Niamey V.

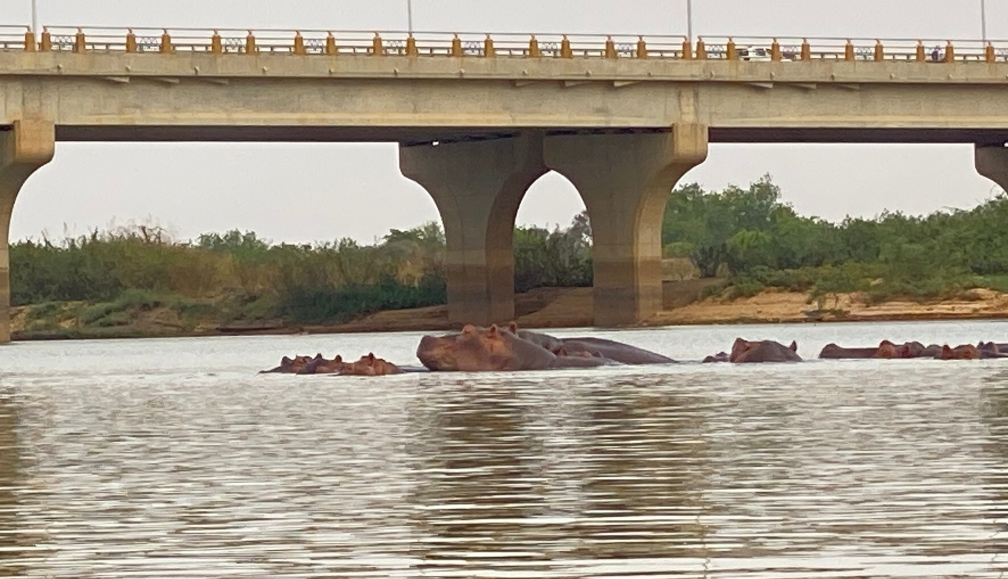
Flusspferde im Wasser bei der General-Seyni-Kountché-Brücke

Die Hauptbrücke weist eine Länge von 928 Metern und eine über einen Flussarm führende Nebenbrücke eine Länge von 125 Metern auf. Die 23 Spannweiten der Hauptbrücke belaufen sich auf jeweils 40 Meter und die sechs Spannweiten der Nebenbrücke auf jeweils 20 Meter. Die Träger waren alle vorgefertigt und vorgespannt. Die Fahrbahnplatten sind 23 Meter breit und tragen zweimal zwei Fahrstreifen mit einer Breite von jeweils 3,5 Metern sowie Gehwege mit einer Breite von 2,5 Metern. Die beiden Zufahrtsstraßen sind insgesamt 2553 Meter lang. Jene am rechten Ufer endet an der Kreuzung der nach Namaro führenden Nationalstraße 4 und der nach Torodi führenden Nationalstraße 6.

## Geschichte
Staatspräsident Mahamadou Issoufou legte am 6. April 2017 den Grundstein zur Brücke. Die Bauarbeiten begannen am 10. Dezember 2017. Es handelt sich um die dritte Niger-Brücke in Niamey nach der Kennedybrücke und der Brücke der chinesisch-nigrischen Freundschaft. Mit der Errichtung der General-Seyni-Kountché-Brücke war das chinesische Unternehmen China Harbour Engineering Company (CHEC) betraut. Die Baukosten beliefen sich auf rund 50 Milliarden CFA-Francs. Davon wurden 44,83 Milliarden von der Volksrepublik China und 5,496 Milliarden CFA-Francs von der Republik Niger getragen. Dies war die bislang größte Einzelinvestition der chinesischen Regierung in Niger.
Wegen der COVID-19-Pandemie verzögerte sich die ursprünglich für den 10. Dezember 2020 vorgesehene Verkehrsfreigabe. Finanzminister Mamadou Diop eröffnete die General-Seyni-Kountché-Brücke am 18. Februar 2021. Sie ist nach General Seyni Kountché (1931–1987) benannt, dem von 1974 bis zu seinem Tod amtierenden Staatschef Nigers.